# サムライせんせい
『サムライせんせい』は、黒江S介による日本の漫画。幕末から現代にタイムスリップした侍・武市半平太が、現代文明に困惑しながら、学習塾の先生として慕われるコメディ。
2013年11月28日よりpixivコミック内の『クロフネ』（旧『クロフネZERO』、リブレ）にて連載が開始。2019年7月からは『クロフネ×LINEマンガ』での先行配信となり、2020年10月25日まで連載された。
2015年10月23日から12月12日までテレビ朝日系でテレビドラマ化された。また、 2018年11月16日に実写映画が公開された。

## 制作背景
リブレの編集者が黒江S介にスポコン漫画を依頼したが、黒江がスポーツに詳しくないので「得意分野である幕末なら」と描くことになった。本格的な幕末ものだと読者がついてこられないだろうとの配慮でタイムスリップという題材を足してライトな作品になった。坂本龍馬のような有名どころは他の作品で使いつくされているので、堅物の武市半平太を主人公にしたという。
龍馬は「アザ」というあだ名になっているが、実際の龍馬の写真を拡大するとほくろがある。また武市はあごがしゃくれていたが眉目秀麗だったことなど実在の人物は史実を踏まえて描いている。歴史考証家の山田順子が監修として協力している。
2020年10月25日をもって連載終了。黒江は2018年ごろから終わりに向けてまとめに入ったとツイッターでコメントしている。

## あらすじ
尊王攘夷か公武合体かで国論が揺れていた幕末期、失脚して、投獄の身であった土佐勤王党盟主の武市半平太がふと目覚めると、そこは何故か平成の日本であった。見慣れぬ周囲の文物に驚きさまよううち、学習塾を経営する温厚な老人・佐伯に助けられる。
佐伯の好意によって佐伯家に居候することになった武市は、塾の生徒たちが誘拐される事件で犯人を倒し、生徒たちを救出。佐伯の孫の寅之助とサチコは、武市をマスコミの目から守ろうとするが、事件の噂を聞いたライターの楢崎梅太郎こと坂本龍馬が佐伯家を訪れ、旧友の武市と久しぶりに再会。武市は一刻も早く元の時代に帰ることを望んでいたが、坂本から5年も帰れずにいること、元の時代では武市も坂本も死ぬ運命にあると知って落胆する。
交通事故で記憶喪失になった青年土井哲三は清掃業で働いていたが、ひょんなことからアクション俳優養成所にスカウトされ、そこで俳優を目指すナオキとその父親伊達小次郎と知り合う。土井が裏方で参加したヒーローショーで、会場の崩落事故が発生。土井は瓦礫を叩き割り、閉じ込められていた子供たちを救出する。土井哲三の名に思い当たるところがあった楢崎は養成所の土井を訪ね、彼が岡田以蔵だと確信するが、本人に打ち明けることをためらいその場を去る。
武市は塾の生徒たちと東京に行き、ヒーローショーを見物。武市はショーのスーツアクターの一人を見て、ある人物を思い出す。ショーのあと、武市はホストの伊達小次郎に声をかけられる。伊達は自分が海援隊のメンバーだった陸奥陽之助と打ち明ける。
楢崎と再会した武市は、夜道で喧嘩する土井を見かけ、諫める。土井は断片的な記憶が蘇り、武市を「先生」と呼ぶ。土井はプロダクションから謹慎処分を受ける。武市たちは、土井に人斬りだった過去を思い出させないよう配慮して、佐伯家に引き取る。
クリスマスイブの日、佐伯家に楢崎や伊達が集まり、パーティが開かれる。その夜、武市は土井の様子から記憶がほとんど戻っていることに気付く。武市は土井に岡田以蔵だったころ、捕縛された岡田に自白させまいと自害や服毒を画策したことを打ち明け、自分を恨んで自白したかと問う。土井は自白することが侍らしくある方法だった、武市を師として尊敬していると答える。武市は師として誇らしいと思うと返し、両者のわだかまりが解ける。
その後、武市は元の時代に戻れるかとときどき外で横になってみるが、やはり帰ることはできない。武市は塾の生徒たちから「サムライせんせい」と慕われ、龍馬、以蔵、陸奥とともに今の時代で生きていく。

## 登場人物

### 幕末の人物
武市半平太（たけち はんぺいた）
この物語の主人公。なぜか幕末（正確には元治の時代）の土佐から150年後の田舎の公道の橋の上にてタイムスリップしてきた武士。妻の富子に見送られ、投獄され、獄中で眠っている時にタイムスリップした。150年後の日本に驚き、トラブルを起こして倒れていたのを佐伯に救われる。以後、佐伯の家に居候しながら佐伯学習教室に通う地元の小学生を指導する塾講師となる。髷を結い、佐伯から借りた羽織袴姿で生活している。生徒誘拐事件後はサチコの勧めで人目につかないよう中折れ帽を被って外出する。竜馬（梅太郎）から「アギ」と呼ばれる。
【過去】土佐山内家の下士で剣術道場の指導者。藩命により竜馬たちと江戸に上り、鏡心明智流桃井春蔵道場で剣術の修行をする。実力を認められ、塾頭となる。国の将来を憂い、土佐勤皇党を結成。佐幕派の吉田東洋などを部下である土佐勤皇党員を使い排除して、藩内での主導権を握る。あることを境に、山内土佐守家中居留守組の地位から投獄される身に落ちた。

楢崎梅太郎（ならさき うめたろう） / 坂本竜馬（さかもと りょうま）
東京在住のフリーライターで楢崎梅太郎の名で活動している。佐伯塾の誘拐事件現場にサムライ姿の男がいたという噂を追って、佐伯家を訪ね、武市の前で坂本竜馬と名乗り出る。武市より5年前から現代に来ていたが、タイムスリップしたのは武市の死後。佐伯家に世話になっていた時期があり、小学生時代の寅之助とサチコを知っている。髷を落とし、眼鏡に洋服姿で現代生活にすっかり馴染んでいる。寺田屋襲撃事件後に両手に傷を負い、左手の人差し指が動かない状態だったが、平成の医療技術により回復した経験から、タイムスリップしたことを前向きにとらえている。右目近くや口元と目元頬の左側にほくろがある。土佐弁で話す時は一人称が「アシ」。武市のことを「半平太」や「アギ」と呼ぶほど親しい関係で、武市からも「アザ」と呼ばれる。
【過去】武市とは親戚で性格は正反対だが、子供のころからの腐れ縁。自費で江戸遊学して北辰一刀流を学ぶ。武市たちと再び江戸で剣術修行をした際、山本琢磨のトラブルを解決するため、武市と協力して山本を逃がした。海援隊の創立者。

土井 哲三（どい てつぞう） / 岡田以蔵（おかだ いぞう）
平成の新宿で交通事故に遭って病院に運ばれたが、記憶喪失になった青年。無口で大柄な体格の男。名前を聞かれて頭に思い浮かんだ土井 哲三を名乗る。全身に拷問で受けた傷がある。退院後は福祉事務所の世話で、清掃業で働いていたが、たまたま見たヒーローショーで悪役俳優を投げ飛ばしたのをきっかけに、アクション俳優養成所に入る。ステージ崩落事故で救出活動を行ったのをきっかけに、竜馬からタイムスリップした岡田以蔵と気づかれる。武市によれば寒暖や痛覚を感じない疾患の持ち主。
【過去】武市の門弟の愛弟子で無口で武骨な下士。武市たちと江戸で剣術修行をする。のちに「人斬り以蔵」と呼ばれる。脱藩して土佐勤皇党と袂を分かち、竜馬を頼って「土居鉄蔵」の変名をもらう。その後捕縛され、ひどい拷問を受けた末に土佐勤皇党と自ら行った天誅について自白し、土佐勤皇党を壊滅に追い込んだとされる。

伊達小次郎 / 陸奥陽之助
東京のホストクラブで働く美青年。ナオキの母親とは内縁関係にある。上京してきた武市に声をかけ、陸奥陽之助と名乗り出る。
【過去】紀州藩を脱藩して以降、亀山社中および海援隊のメンバーで竜馬の側近秘書官測量官だった。武市とは一度しか面識がないが、尊敬の念を抱いている。竜馬の暗殺を見聞きしている。

#### その他の人物（幕末）
武市富子
武市半平太の妻。子を授からないことを夫と共に気にしかけていた。獄中のそばに傍らでいる富子の幻影を見た武市は自身が招いた災いを彼女に迷惑至極をかけたことを後悔する。夫の武市から「富」と呼ばれている。
山本琢磨（やまもと たくま）
竜馬と同い年の従兄弟で、武市の親戚関係。
武市半平太とともに江戸の剣術修行先にて、岡田以蔵といた時、泥酔して町人の胸ぐら掴んで絡んだ田那村を諫めようとしてうっかり抜刀する。町人の金時計を売り飛ばした罪で切腹させられそうになったが、武市たちの支援で江戸から逃走した。
田那村 作八
桃井春蔵道場の弟子で旗本の息子。武市たちを「土佐っぽ風情」と馬鹿にしている。酔って町人に絡んだ後、拾った金時計を琢磨を名乗って売り飛ばし、琢磨を窮地に陥れた。

### 平成の人々
佐伯（さえき）
眼鏡をかけた温厚で小柄な老人。元歴史の教師で、学芸員の経歴をもつ。150年後の平成に右往左往する武市を保護し、現代の生活などを指導し、自宅で経営する佐伯学習教室の講師をまかせた。その経歴と人柄で地元では慕われている。
佐伯 寅之助（さえき とらのすけ）
佐伯の孫。金髪にピアスのヤンキー男子高校生。両親を事故で亡くし、祖父と二人暮らし。佐伯の影響なのか、歴史（特に日本史）には詳しい。気怠い雰囲気で物事に動じないタイプだが、何人をも殺害した以蔵に対して恐怖を露わにしている。
サチコ
寅之助とは同じ学校を通う幼馴染の同級生。ギャル風の女子高生で、難しい話は苦手。寅之助のことを「トラ」とあだ名で呼んでいる。
坪内（つぼうち）、桜井（さくらい）、太田垣（おおたがき）
佐伯学習教室に通う地元の男子小学生たち。遊びにいった山の作業小屋で殺人犯と遭遇し、監禁されるが、武市によって救出される。
ナオキ
土井と同じ養成所に通うアクション俳優志望の少年。11歳、小学6年生。母親は高級クラブのママ。アクションの訓練中、土井に助けられたのをきっかけに彼と親しくなり、養父の伊達小次郎を紹介した。
梵 響子（そよぎ きょうこ）
極東プロダクションの女社長。特撮ショーなどに出演するアクション俳優のマネージメントおよび育成を行う。土井をアクション俳優にスカウトする。

## 書誌情報
- 黒江S介『サムライせんせい』 リブレ出版〈クロフネコミックス[注 7]〉、全8巻
  1. 2014年11月10日発売、ISBN 978-4-7997-2443-9
  2. 2015年9月10日発売、ISBN 978-4-7997-2645-7
  3. 2016年7月9日発売、ISBN 978-4-7997-2998-4
  4. 2017年3月23日発売、ISBN 978-4-7997-3269-4
  5. 2018年3月23日発売、ISBN 978-4-7997-3662-3
  6. 2019年1月23日発売、ISBN 978-4-7997-4186-3
  7. 2019年11月21日発売、ISBN 978-4-7997-4560-1
  8. 2020年12月19日発売、ISBN 978-4-7997-4896-1

## テレビドラマ
2015年10月23日から12月12日までテレビ朝日系の金曜ナイトドラマ枠で放送された。主演は錦戸亮。
原作は半平太が獄中にいるシーンから始まるが、ドラマ版は半平太が切腹した後からスタートしたり原作には登場しない人物を登場させるなど、原作とは異なるオリジナルの展開も付け加えられた。

### キャスト

#### レギュラー
武市半平太
演 - 錦戸亮
幕末にて、尊王攘夷運動の中心を担っていた、土佐藩出身の志士。主君に対して無礼を働いた罪で投獄・切腹させられるが、ふと目を覚ますと、なぜか150年後の日本の神里村にタイムスリップしていた。良く言えば正直で仲間想い、悪く言えば融通の利かない性格で、幕末と現代の日本のギャップに悩まされながらも、元の時代に戻る方法を模索している。
楢崎梅太郎（坂本龍馬）
演 - 神木隆之介
半平太と同じく、土佐藩出身の志士であったが、理屈よりも感情で動く半平太に反発し、脱藩した過去がある。半平太が切腹させられた2年後に京都で暗殺された直後に、半平太よりも1年前の神里村にタイムスリップした。現代ではジャーナリストの「楢崎梅太郎（ならさきうめたろう）」を名乗っている。タブレット端末や、「マジで」や「あばうと」等の現代語といった現代の日本の文化に（半平太よりは）馴染んでいる。半平太よりも後に死んだ龍馬が、なぜ半平太よりも早く現代にタイムスリップしたのかは不明。
現代の日本の格差を変えるべく、「平成建白書」というインターネット上のサイトで、自分と同じように現代の日本の格差に不満を抱く「同志」を募っていた。
佐伯晴香
演 - 比嘉愛未
神里村役場の「なんでもやる課」で働く公務員。祖父・真人と弟・寅之助の3人で暮らしている。突然現れた半平太が居候することに当初は反発し、彼の「タイムスリップ」の話も信用していなかったが、次第に違和感を感じないようになる その後神里村の村長になる。
佐伯寅之助
演 - 藤井流星（ジャニーズWEST）
晴香の弟。中学時代は「北吾妻とった寅」が常とう句のヤンキーだったが、現在は自堕落な生活を送っており、ケンカも弱く虚勢を張るだけの小心者だが、性根は優しい。
赤城サチコ
演 - 黒島結菜
寅之助のガールフレンド。ギャルの格好をしているが、実は豪邸に住む県議会議員のお嬢様。
篠原理央
演 - 石田ニコル
晴香の幼馴染で親友。中学時代は「紅の理央」で有名な不良だったが、現在は母親が経営していたカラオケスナックを継ぎ、シングルマザーとして娘の優菜を育てている。「鬼ダルマ」で有名な暴走族の元リーダー・鬼沢と結婚していたが、仕事もせずにケンカをしてばかりいる鬼沢に愛想を尽かし、彼が暴走族同士の抗争で逮捕・勾留されている最中に離婚した。
半平太が村に現れたのを機に、幕末について勉強し始める。半平太のことを「ペータ先輩」と呼んでいる。
中嶋和樹
演 - 山本圭祐
杉崎学
演 - 吉田ウーロン太
篠原優菜
演 - 岩崎春果
理央の娘。小学生。
桜井健人
演 - 五味優人
太田恒樹
演 - 増田怜雄
太田垣碧
演 ‐ 西丸優子
坪内早苗
演 ‐ 中村まゆみ
小見山喜一
演 - 梶原善
神里村役場の「なんでもやる課」の課長で、晴香の上司。村議会議員になることを目指し、村民や村の有力者に媚を売りながら、票集めに奔走している。しかし実際は表面を取り繕い、口が達者なだけの小心者。突然現れた半平太を疎ましく思っている。
選挙に必要な資金のやりくりに困っていたところを、半平太を追って村に来た海道匠から「半平太を捕まえれば、選挙の資金を援助する」という話にすんなりと飛びつくが、村で起きた様々な事件の解決に貢献してきた半平太に恩義を感じていた村民達からの信用を失い、落選した。
武市富子
演 - 谷村美月
半平太の妻。過去の時代の人物。
佐伯真人
演 - 森本レオ
晴香と寅之助の祖父で、学習塾を営んでいる。小学校の元校長で、村の子供や母親達から慕われている。突然現れた半平太を、晴香達の反対を押し切ってまで居候させ、彼に塾の先生として働くことを提案した。
半平太の遠縁で先祖から武市富子が平成の世にタイムスリップした彼にあてた手紙を預かっていた。

### ゲスト
第1話
下平康子
演 - ふくまつみ
（このほかにも高部あいが出演予定だったが、不祥事の影響でカットされた）

第2話
橋本正
演 - 渋谷謙人
氏家八尋（第4・7・8話）
演 - 神尾佑

第3話
三方有紗
演 - 谷村美月
相馬聖太郎
演 - 矢野聖人
仙波和彦
演 - 岡部たかし

第4話
赤城拓馬
演 - 冨家規政
赤城綾乃
演 - 宮澤美保
牧村利彦
演 - 尚玄

第5話
春日井宗男
演 ‐ 大河内浩
小林貞夫
演 ‐ 渡辺火山
手塚公平
演 ‐ 竹財輝之助

第6話
鬼沢克己
演 ‐ RED RICE

第7話
海道匠（第8話）
演 ‐ 忍成修吾
栗橋剛毅（第8話）
演 ‐ 三上市朗
中村恵美子
演 - 左時枝

### スタッフ
- 原作 - 黒江S介『サムライせんせい』（リブレ出版 刊）
- 脚本 - 黒岩勉
- 演出 - 片山修（テレビ朝日）、木村ひさし、植田尚
- 音楽 - 井筒昭雄
- 主題歌 - 関ジャニ∞「侍唄（さむらいソング）」（INFINITY RECORDS）[10]
- 音楽プロデュース - 志田博英
- アクションコーディネート - 大道寺俊典
- 床山 - 泉水貴光
- カースタント - 尾台あけみ
- 劇中イラスト - 小玉久仁子
- 方言指導 - 澤田誠志
- 時代考証 - 山田順子
- ゼネラルプロデューサー - 内山聖子（テレビ朝日）
- プロデューサー - 山田兼司（テレビ朝日）、遠田孝一・木曽貴美子 (MMJ)
- 制作 - テレビ朝日、MMJ

### 放送日程
| 第1話                                                           | 10月23日 | 侍がタイムスリップ 坂本龍馬もいた…!?今のニッポンを斬る! | 片山修     |
| 第2話                                                           | 10月30日 | 坂本龍馬と今の日本で最強タッグになる!腐った上司を斬る!! | 片山修     |
| 第3話                                                           | 11月06日 | 最愛の妻もタイムスリップ!?150年の時を超えた涙の夫婦愛   | 木村ひさし |
| 第4話                                                           | 11月13日 | 人を見下す金持ちを斬れ!幕末最強タッグが乙女の純愛を守る | 木村ひさし |
| 第5話                                                           | 11月20日 | 学校の幽霊は幕末からの使者!?金欲にまみれた学校を斬る!   | 植田尚     |
| 第6話                                                           | 11月27日 | 神里村を救え!150年の時を超えた絆…!!幕末最強2人の戦い    | 片山修     |
| 第7話                                                           | 12月04日 | 侍がついに東京へ!龍馬の秘密とタイムリープの真相         | 植田尚     |
| 最終話                                                          | 12月11日 | 150年の時を超えた衝撃の真相!!命をかけ龍馬と戦う         | 片山修     |
| 平均視聴率 6.7%（視聴率は関東地区・世帯、ビデオリサーチ社調べ） |          |                                                         |            |

| テレビ朝日系 金曜ナイトドラマ    | テレビ朝日系 金曜ナイトドラマ                  | テレビ朝日系 金曜ナイトドラマ                          |
| 前番組                           | 番組名                                         | 次番組                                                 |
| -------------------------------- | ---------------------------------------------- | ------------------------------------------------------ |
| 民王 （2015年7月24日 - 9月18日） | サムライせんせい （2015年10月23日 - 12月11日） | スミカスミレ 45歳若返った女 （2016年2月5日 - 3月25日） |

## 映画
明治維新150周年作品。主演は市原隼人。当初2018年初春公開予定だったが、上映館が確保できず、11月16、17日から全国19都道府県31館での公開となった。ロケ地の高知ではその一年前に上映されている。

### キャスト（映画）
武市半平太
演 - 市原隼人
楢崎梅太郎（坂本龍馬）
演 - 忍成修吾
佐伯寅之助
演 - 押田岳
サチコ
演 - 武イリヤ
後藤象二郎
演 - 西村雄正
岡田以蔵
演 - 松川尚瑠輝
吉田東洋
演 - 螢雪次朗
山内容堂
演 - 永澤俊矢
武市冨
演 - 奥菜恵
佐伯
演 - 橋爪功

### スタッフ（映画）
- 原作 - 黒江S介「サムライせんせい」(リブレ刊)
- 脚本・監督 - 渡辺一志
- 企画 - 「サムライせんせい」製作事務局
- 製作 - ヴァンブック
- 製作協力 - KOUプロダクション
- エグゼクティブプロデューサー - 野島康弘
- プロデューサー - 竹本克明、森満康巳
- 高知応援団長 - 上田貢太郎
- 製作事務局長 - 横山公大
- 協力プロデューサー - 長谷川勝美、小田切雄士、井上順二
- 宣伝プロデューサー - 坂上也寸志
- キャスティングプロデューサー - 道上正広
- 音楽プロデューサー - 安岡孝章
- 製作協力 - フルフォレストファクトリー
- 配給・宣伝 - ピーズ・インターナショナル
- 撮影監督 - 岡田主
- 照明 - 黒岩秀樹
- 録音 - 沼田和夫
- 美術 - 津留啓亮
- 衣裳 - 青木茂
- ヘアメイク - 水野みゆき
- 床山 - 川田明子
- カツラ - 井上博史
- アクション・所作指導 - 西田真吾
- 編集 - 金子尚樹
- ポスプロプロデューサー - 篠田学
- 助監督 - 窪田祐介